# 淞隠漫録
『淞隠漫録』（そういんまんろく、淞隱漫錄）は、光緒初期の王韜の短編小説集。ジャンルや主題は蒲松齢の『聊斎志異』を模倣しているが、素材の幅は『聊斎志異』よりも広く、日本の芸妓や欧州美人の話が多い。
上海で刊行されていた新聞「申報」の副刊である絵入り新聞『点石斎画報』の付録として1884年より連載された文言筆記小説である。
単行本としての『淞隠漫録』の完成、成立については不明な点が多い。魯迅の『中国小説史略』では『淞隠漫録』は「光緒初年の成立」とされているが、忻平は『王韜評伝』にて「1875年、広東刊版、16巻」が初刊であるとしている（ただし、16巻本が刊行された形跡は見当たらず、広東刊というのも詳細不明である）。王韜自身による序文では申報を発行していたアーネスト・メジャーへの言及とともに執筆に至った経緯を述べており、1884年＝光緒10年創刊の『点石斎画報』で連載がなされたことを記しており、光緒初年＝1874年または1875年が初刊とするのは誤りであろう。游秀雲、陳大康らは自序の記述に基づき、1884年の点石斎版を初刊としている。また、巻十に収録された話には「1886年末に友人から聞いた話」とされており、現行の12巻本の成立が1886年以降であろうという推測も成立する。張海林、中嶋長文らは連載の終了した1887年が単行本の初刊刊行年だと述べている。

## 巻
《自序》
巻一 《記日本女子阿伝事》、《仙人島》、《朱仙》、《蓮貞仙子》など11篇。
巻二 《白秋英》、《周貞女》、《廖劍仙》など10篇。
巻三 《陸碧珊》、《三夢橋》、《畢志雲》、《薬娘》 など11篇。
巻四 《仙谷》、《何華珍》、《女侠》など10篇。
巻五 《白素秋》、《阿憐阿愛》、《四奇人合伝》 など10篇。
巻六 《夜来香》、《剣仙聶碧雲》、《李韻蘭》など10篇。
巻七 《媚麗小伝》、《返生草》 など10篇。
巻八 《海底奇観》、《柳橋艶跡》、《橋北十七名花譜》、《泰西諸戯劇類記》 など10篇。
巻九 《紅芸別墅》、《夢遊地獄》、《陳霞仙》など7篇。
巻十 《蛇妖》、《丁月卿校書小伝》、《鶴媒》、《十二画神》 など11篇。
巻十一 《東瀛才女》、《妙香》、《名優類志》、《三怪》 など10篇。
巻十二 《月仙小伝》、《花溪女史小伝》、《燕剣秋》、《画船記艶》 など11篇。